# Andrija Kaluđerović
Andrija Kaluđerović (in serbo Андрија Калуђеровић?; Bačka Topola, 5 luglio 1987) è un ex calciatore serbo, di ruolo attaccante.

## Carriera

### Club
Prodotto dell'OFK Belgrado, nel 2008 il Rad spende € 150.000 per ottenere le prestazioni: Kaluđerović, alla sua seconda stagione nel club, firma 17 gol in campionato, arrivando al secondo posto tra i marcatori e segnando quasi la metà delle reti totali del Rad Belgrado. Passa alla Stella Rossa per una cifra di € 472.000 e vince subito la classifica capocannonieri del campionato serbo, siglando 13 reti assieme a Ivica Iliev. Nel febbraio del 2012 tenta l'avventura in Cina, andando a giocare a Pechino: i cinesi sborsano l'equivalente di € 764.000, ma nel continente asiatico Kaluđerović non riesce a trovare costantemente la via del gol, venendo ceduto in prestito negli anni successivo al Racing Santander (seconda divisione spagnola), al Vojvodina e all'AEL Limassol (Cipro), prima di essere trasferito a titolo definitivo al Thun, in Svizzera.
L'attaccante serbo va in gol sia al suo esordio al Racing Santander sia al suo esordio in Cipro, ripetendosi al Brisbane Roar, in Australia, dove riesce a segnare cinque reti in dieci match. Gioca anche sei mesi in Qatar, prima di tornare al Rad Belgrado il 23 gennaio 2016. Nell'estate del 2016 passa ai lituani dello Žalgiris, dove ritrova la sua dimensione, rendendosi protagonista del torneo lituano: segna 20 gol disputando 19 incontri - tra cui tre triplette - e consente al club di vincere il quarto titolo lituano consecutivo. L'11 gennaio 2017, torna in Asia per giocare con i thailandesi del Port.

### Nazionale
Tra il 2010 ed il 2011 ha giocato 3 partite con la nazionale serba; in precedenza aveva giocato anche in Under-21.

## Statistiche

### Cronologia presenze e reti in nazionale
| Cronologia completa delle presenze e delle reti in nazionale ― Serbia | Cronologia completa delle presenze e delle reti in nazionale ― Serbia | Cronologia completa delle presenze e delle reti in nazionale ― Serbia | Cronologia completa delle presenze e delle reti in nazionale ― Serbia | Cronologia completa delle presenze e delle reti in nazionale ― Serbia | Cronologia completa delle presenze e delle reti in nazionale ― Serbia | Cronologia completa delle presenze e delle reti in nazionale ― Serbia | Cronologia completa delle presenze e delle reti in nazionale ― Serbia |
| Data                                                                  | Città                                                                 | In casa                                                               | Risultato                                                             | Ospiti                                                                | Competizione                                                          | Reti                                                                  | Note                                                                  |
| --------------------------------------------------------------------- | --------------------------------------------------------------------- | --------------------------------------------------------------------- | --------------------------------------------------------------------- | --------------------------------------------------------------------- | --------------------------------------------------------------------- | --------------------------------------------------------------------- | --------------------------------------------------------------------- |
| 7-4-2010                                                              | Osaka                                                                 | Giappone                                                              | 0 – 3                                                                 | Serbia                                                                | Amichevole                                                            | -                                                                     | 78’                                                                   |
| 12-11-2011                                                            | Santiago de Querétaro                                                 | Messico                                                               | 2 – 0                                                                 | Serbia                                                                | Amichevole                                                            | -                                                                     | 79’                                                                   |
| 15-11-2011                                                            | San Pedro Sula                                                        | Honduras                                                              | 2 – 0                                                                 | Serbia                                                                | Amichevole                                                            | -                                                                     | 57’                                                                   |
| Totale                                                                |                                                                       | Presenze                                                              | 3                                                                     |                                                                       | Reti                                                                  | 0                                                                     |                                                                       |

## Palmarès

### Club
- Campionato lituano: 1

Žalgiris: 2016
- Coppa di Lituania: 1

Žalgiris: 2016

### Individuale
- Capocannoniere del campionato serbo: 1

2010-2011 (13 gol, assieme a Ivica Iliev)
- Capocannoniere del campionato lituano: 1

2016 (20 gol)